# Slika (matematika)
U matematici, slika funkcije je skup svih izlaznih vrijednosti koje funkcija poprima. 

## Formalna definicija
Za danu funkciju {\displaystyle f\colon A\rightarrow B}, slika od {\displaystyle f}  je definirana kao skup
{\displaystyle Im(f)=\{x\in B:x=f(a){\mbox{ za neki }}a\in A\}.}
Slika od f se ponekad označava i s ran(f).
Sliku ne treba brkati s kodomenom B. Slika je podskup kodomene, koji može, ali i ne mora obuhvatiti cijelu kodomenu - mogu postojati elementi kodomene koji nisu elementi slike (vidi primjere niže). Ponekad se neprecizno za kodomenu uzima slika funkcije. Češće (i preciznije) je kodomena neki standardni skup, poput npr. realnih ili kompleksnih brojeva, a slika je tada podskup toga skupa. 
Funkciju čija je slika jednaka kodomeni zovemo surjekcija ili preslikavanje na.

## Primjeri
Neka je f funkcija nad realnim brojevima:
{\displaystyle f\colon \mathbb {R} \rightarrow \mathbb {R} }
definirana sa
{\displaystyle f(x)=x^{2}}
Kodomena funkcije f je R, i f poprima sve nenegativne vrijednosti ali nikad ne poprima negativne vrijednosti, i stoga je slika funkcije ustvari skup R+—skup nenegativnih realnih brojeva, tj. interval [0,∞):
{\displaystyle 0\leq f(x)<\infty .}
Neka je sad g funkcija nad realnim brojevima:
{\displaystyle g\colon \mathbb {R} \rightarrow \mathbb {R} }
definirana sa
{\displaystyle g(x)=2x}
U ovom je slučaju slika funkcije g jednaka svojoj kodomeni R, pošto za svaki realni broj y vrijedi:
{\displaystyle g(y/2)=y.}
Drugim riječima, g je preslikavanje na R.